# 단산중학교
단산중학교(丹山中學校)는 대한민국 경상북도 영주시 단산면 옥대리에 있는 공립 중학교이다.

## 학교 연혁
- 1977년 12월 20일 : 단산중학교 설립인가 (9학급)
- 1977년 12월 23일 : 본관 단층 교실 4실 1동 준공
- 1978년 3월 1일 : 초대 안학종 교장 취임
- 1978년 3월 7일 : 제1회 입학식 (174명)
- 1978년 10월 21일 : 개교식 거행
- 1979년 12월 31일 : 후관 건물 준공
- 1981년 2월 12일 : 제1회 졸업식 (165명)
- 2010년 8월 1일 : 기술·가정실 현대화 사업 완료
- 2023년 9월 1일 : 제26대 김영기 교장 취임
- 2024년 1월 5일 : 제44회 졸업(9명, 졸업생 총수 2,322명)
- 2024년 3월 4일 : 신입생 10명 입학

## 참고 자료
- 단산중학교 - 한국교육학술정보원 학교알리미